# Гусейнов, Аликрам Гасан оглы
Аликрам Гасан оглы Гусейнов (азерб. Əlikram Həsən oğlu Hüseynov; 10 апреля 1926, Баку - 20 августа 2006, Баку). Отец Гусейнов Гасан Алекпер оглы (1899-1939), мать Махфират Меликмамед кызы Гусейнова. в девичестве Рахманова (1906-1946). Известный музыкант, тарист, Заслуженный артист Азербайджана (1991).  

## Биография
В детстве дома слышал выступления таких музыкантов как Курбан Пиримов, Зульфи Адыгезалов, Ахмед хан Бакиханов, Хашим Кялантарлы и др. В 10 десять лет его первыми учителями были таристы Академического театра и балета им. М. Ф. Ахундова Сафтар Нагиев и Ягуб Киши. В 1942—1946 годах учился в Музыкальном училище имени Асафа Зейналлы.  Брал уроки мугама у знаменитых в Азербайджане педагогов по искусству игры на таре –  Ахмеда Бакиханова и Адыля Герая. Выступал с таром в госпитале среди раненых солдат. В это время написал песню "Гызыл орду". Талант юного тариста был замечен великим композитором Узеиром Гаджибековым в 1947 году на музыкальном конкурсе в Баку, где Аликрам Гусейнов виртуозно исполненив «махур» (один из видов классического азербайджанского мугама)  который проводился при участии Узеира Гаджибекова и Джафара Джафарова. Завоевал первое место выступлением с произведением Узеира Гаджибекова "Первая фантазия" и с мугамом "Орта махур", получив тем самым право участвовать на фестивале молодёжи и студентов в Праге, где стал лауреатом. Аккомпанировал в музыкальном ансамбле все танцы СССР.
После окончания училища получил направление в город Шеки, а в 1950 - 1952 годах стал работать директором Музыкальной школы в городе Шуше, колыбели азербайджанского искусства. Более пятидесяти лет, с 1957 по 2006 годы, работал в Азербайджанском театре оперы и балета, играя на таре сольные  партии в шедеврах национальных  мугамных операх "Лейли и Меджнун", "Асли и Керем", "Шах Исмаил", "Ашыг Гариб". По совместительству преподавал азы и тонкости мугама молодому поколению, вырастив с десяток учеников-таристов.  
С Аликрамом Гусейновым работали многие  артисты, прославленные в республике,  он аккомпанировал на концертах и других массовых мероприятиях таким известным вокалистам, как народные артисты СССР Бюль-бюль и Зейнаб Ханларова, народные артисты Азербайджана Хан Шушинский, Рубаба Мурадова, Абульфат Алиев, Зейнаб Ханларова, Джанали Акберов, Гандаб Гулиева, Ариф Бабаев Расмия Садыхова, Баба Махмудоглы, Ариф Бабаев, Мансум Ибрагимов. Прославленная азербайджанская певица Сара Гадимова отмечала, что аккомпанировать певцу-ханенде при исполнении мугамов не каждый может, необходимо учитывать не только музыкальный ритм произведения, но и особенности голоса исполнителя, подчёркивая при этом, что Аликрам Гусейнов «струнами тара позволял ханенде раскрыть весь свой голосовой потенциал». Надо отметить, что одним из самых популярных в республике трио был коллектив Абульфат Алиев - Аликрам Гусейнов - Тялят Бакиханов. Собирал в личном архиве народные песни Азербайджанаю.
Аликрам Гусейнов часто выступал в составе азербайджанских деятелей культуры во многих регинах СССР, выезжал на зарубежные гастроли, пропагандируя искусство игры на тарз в различных странах мира, в частности, Китайской народной республике, а также в Турецкую республику. В 1958 г. принял участие в культурной программе по случаю девятой годовщины Китайской Народной Республикой, где выступал, среди прочих, перед Мао Дзе Дуном. В 1994 состоялась его последняя зарубежная поездка в Турцию, связанная с 500летием Мухамеда Физули.
В 2003 году Гусейнову была присуждена персональная пенсия президента Азербайджана.
Последним публичным выступлением музыканта стали арии Сары Гадимовой и Джанали Акберова под аккомпанемент Аликрама Гусейнова в опере "Лейли и Меджнун". 

#### Семья
Жена - Сурия Алибала гызы (1926 – 1999), в девичестве Гасанова, санитарный врач. Дочь  Махфират (1953 – 2005), Насибова по мужу, учитель музыки. 
Сын Яшар Гусейнов (1957), кандидат филологических наук. 
Младший брат Аликрама – писатель Чингиз Гусейнов (1929). 